# Le Loroux
Le Loroux település Franciaországban, Ille-et-Vilaine megyében. Lakosainak száma 618 fő (2022. január 1.). Le Loroux Laignelet, Landéan, Larchamp, Saint-Ellier-du-Maine és La Chapelle-Fleurigné községekkel határos.

## Népesség
A település népességének változása:
| Lakosok száma | 628  | 548  | 515  | 524  | 678  | 663  | 653  | 643  | 635  | 618  |
|               | 1968 | 1982 | 1990 | 2006 | 2013 | 2015 | 2017 | 2019 | 2020 | 2022 |